# Guerra Koguryö - Tang
La Guerra Koguryö - Tang va succeir entre el 645 i el 668, es va deslliurar inicialment entre el Regne de Koguryö i la dinastia Tang. Durant el curs de la guerra les dues parts es van aliar amb altres estats. Durant la primera dècada i mitja de la guerra, ambdues parts van estar molt igualades, amb Koguryö defensant amb èxit l'invasor exèrcit Tang, en el que s'ha conegut com la primera campanya a la Guerra Koguryö-Tang. Després de la conquesta de Paekche el 660, els exèrcits Tang i de Silla van envair Koguryö des del nord i el sud l'any 661, però es van veure obligats a retirar-se el 662. Al 666, Yeon Gaesomun va morir i Koguryö es va veure en una violenta dissecció, nombroses desercions, i una general desmoralització. L'Aliança Tang-Silla va realitzar una nova invasió a l'any següent, amb l'ajut del desertor Yeon Namsaeng. A la fi de 668, esgotat pels nombrosos atacs i patint un caos polític intern, el regne de Koguryö i les restes de l'exèrcit de Paekche van sucumbir als exèrcits numèricament superiors de la dinastia Tang i Silla. La guerra va marcar el final del període dels Tres regnes de Corea que havia durat des del 57 aC. També es va desencadenar la Guerra de Silla-Tang durant la qual Silla i la dinastia de Tang van lluitar pel botí de guerra que havien aconseguit.

## Antecedents
L'any 626, després de la conspiració per ocupar el poder que va suposar l'incident de la Porta de Xuanwu, va fer matar els seus dos germans Li Jiancheng i Li Yuanji i fer abdicar al seu pare, passant a ser el segon emperador de la nova dinastia el 627, amb el nom de Taizong.
Poc després, es va proposar conquerir Koguryö. El regne de Silla havia fet nombroses peticions a la cort Tang per obtenir ajut militar contra Koguryö, que la cort Tang va començar a considerar no gaire després que havien derrotat de manera decisiva les forces de Koguryö el 628. Al mateix temps, Silla també va participar en hostilitats obertes amb Paekche el 642. Un any abans (641), el rei Uija havia assumit el tron de Paekche. A l'any següent, el rei Uija va atacar Silla i va capturar al voltant de 40 punts estratègics. Mentrestant, en aquest mateix any, el dictador militar Yeon Gaesomun va assumir el tron de Paekche, va assassinar més de 180 aristòcrates de Koguryö i va prendre també el tron de Koguryö. Va col·locar un «rei titella» en el tron després de matar el rei. Aquests governs recentment formats a Paekche i Koguryö es preparaven per a la guerra i havien establert una aliança mútua contra Tang i Silla.

## Curs de la guerra

### Conflicte del 645

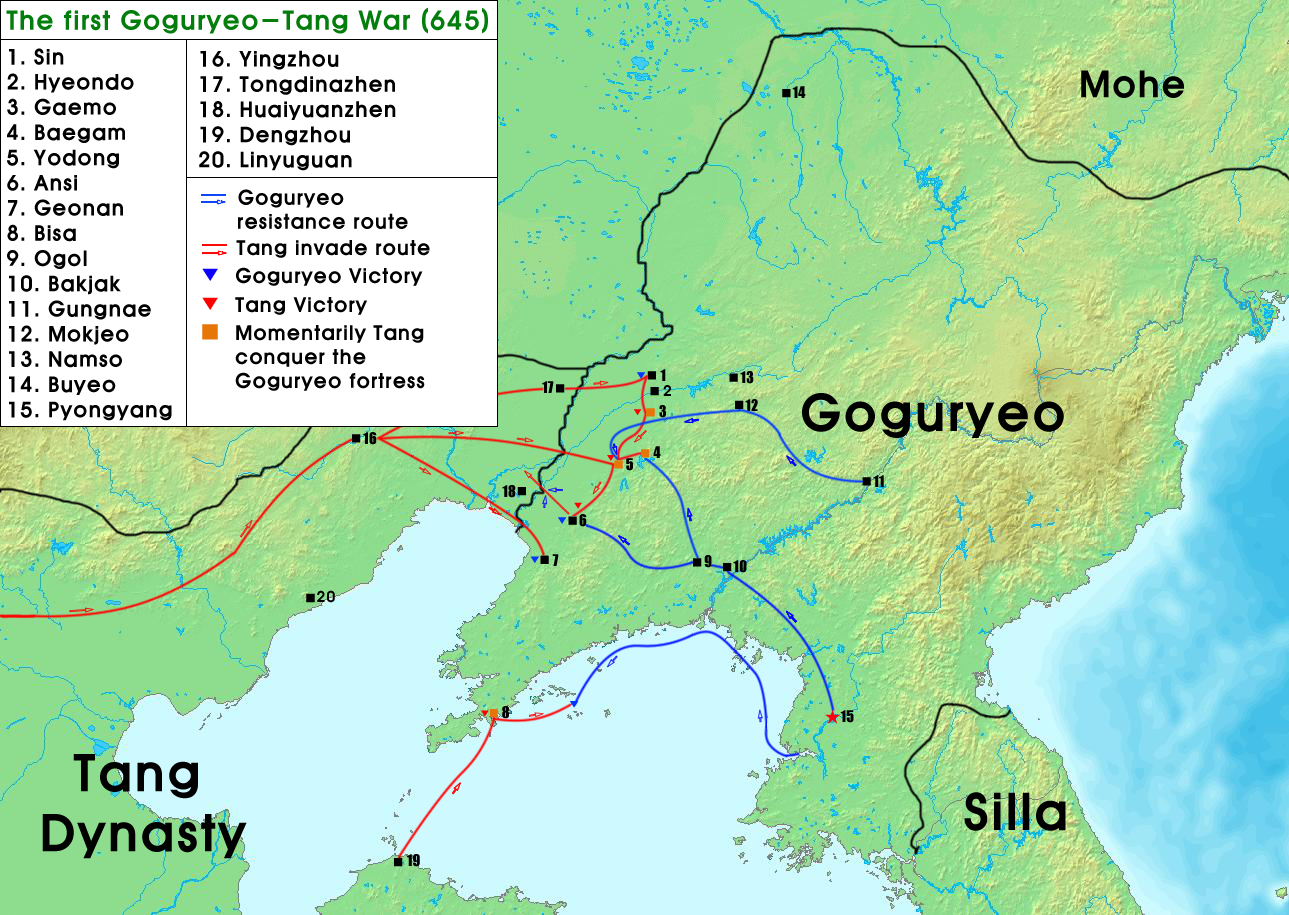
Primera campanya a la Guerra Koguryö-Tang

L'emperador Taizong va utilitzar l'assassinat del rei de Koguryö Yeon Gaesomun, com a pretext per a la seva campanya i va començar els preparatius per formar una força d'invasió el 644. El general Li Shiji es va posar el comandament d'un exèrcit de 60.000 soldats de la dinastia Tang i un nombre indeterminat de forces tribals, tots ells es reunirien a Youzhou. L'emperador Taizong va enviar una cavalleria de 10.000 homes, la qual finalment va poder unir-se a l'exèrcit de general Li Shiji durant l'expedició. Una flota de 500 vaixells també va transportar a uns 40.000 soldats reclutats i a 3.000 cavallers militars -voluntaris de l'elit de Chang'an i Luoyang -; aquesta flota navegaria des de la Península de Liaodong a la de Corea.
Per l'abril del 645, l'exèrcit del general Li Shiji va partir de Yincheng (actual Xiaogan). L'1 de maig, van travessar el riu Liao en el territori de Koguryö, quinze dies després, van assetjar Gaimou (Kaemo), que va caure després de solament onze dies, capturant 20.000 persones i confiscant 100.000 shi (6 milions de quilos) de gra.
Posteriorment, l'exèrcit del general Li Shiji va avançar cap a Liaodong (Ryotong). El 7 de juny del 645, van esclafar a un exèrcit de 40.000 soldats de Koguryö, que havien sigut enviats per alliberar la ciutat del setge Tang. Pocs dies més tard, la cavalleria de l'emperador Taizong va arribar a Liaodong. El 16 de juny, l'exèrcit Tang va prendre Liaodong amb projectils incendiaris i va trencar els seus murs defensius, amb el resultat de la caiguda de la ciutat a les forces de Tang.
L'exèrcit de Tang va marxar cap a Baiyan (Paekam) a on va arribar el 27 de juny del 645. Tanmateix, els comandants de Koguryö van lliurar la ciutat a l'exèrcit Tang. 8 Posteriorment, l'emperador Taizong va ordenar que la ciutat no havia de ser saquejada i els seus ciutadans no havien de ser esclavitzats.
El 18 de juliol del 645, l'exèrcit Tang va arribar a Ansi. Un exèrcit de Koguryö, incloent tropes de Mohe, van ser enviades a alliberar la ciutat. L'exèrcit de Koguryö amb el reforç ascendia a 150.000 soldats. Tanmateix, l'emperador Taizong va enviar el general Li Shiji amb 15.000 efectius per atreure les forces de Koguryö. Mentrestant, una altra força Tang secreta va flanquejar les tropes enemigues des del darrere. El 20 de juliol, les dues parts van començar la batalla i l'exèrcit Tang va sortir victoriós. La major part de les tropes de Koguryö es van dispersar després de la seva derrota. Les restants tropes de Koguryö van fugir a un pujol proper, però es van rendir a l'endemà després d'un setge de Tang. Les forces Tang van prendre 36.800 soldats captius, d'aquests presoners, les forces Tang van enviar 3.500 oficials a la Xina, van executar 3.300 homes de les tropes de Mohe, i finalment van ser posats en llibertat la resta dels soldats ordinaris de Koguryö. Tanmateix, l'exèrcit de Tang no podia entrar a la ciutat d'Ansi. Aquesta ciutat va ser defensada per les forces de Yang Manchun.Les tropes Tang atacaven la fortalesa fins sis o set cops al dia, però els defensors els rebutjaven cada vegada. A mesura que van transcórrer els dies i setmanes, l'emperador Taizong va considerar abandonar el setge d'Ansi per avançar més profundament a Koguryö, però Ansi es va considerar que representava una amenaça massa gran per abandonar-la durant l'expedició. Tang va apostar tot a la construcció d'un enorme monticle, però aquest va ser capturat i mantingut amb èxit pels defensors malgrat tres dies d'atacs frenètics per les tropes Tang. D'altra banda, agreujada la situació per les condicions per a l'exèrcit Tang a causa del clima fred -l'hivern s'acostava- i a les disposicions decreixents, l'emperador Taizong es va veure obligat a ordenar una retirada el 13 d'octubre. La retirada de Taizong de Tang va ser difícil i molts dels seus soldats van morir. El mateix emperador Taizong va atendre les lesions dels generals Qibi Heli i Ashina Simo, que van ser ferits tant durant la campanya contra Koguryö.

### Conflicte entre 654-668 i la caiguda de Koguryö
Després de la mort de l'emperador Taizong el 649, la conquesta de Koguryö i la rivalitat personal amb Yeon Gaesomun es van convertir en una obsessió amb l'emperador Gaozu de Tang. Sota el regnat de Gaozu, la dinastia Tang va formar una aliança militar amb el regne de Silla. Quan Koguryö i Paekche van atacar Silla des del nord i l'oest, respectivament, la reina Seondeok de Silla va enviar un emissari a l'imperi Tang per sol·licitar ajut militar. El 650, l'emperador Gaozu va rebre un poema, escrit per la reina Seondeok, des de l'emissari el príncep Kim Chunchu -que més tard va pujar al tron com el rei Muyeol de Silla-. Al 653, Paekche es va aliar amb Yamato Wa. Encara que Paekche s'havia aliat amb Koguryö, el riu Han separa els dos estats i era un obstacle per anar en ajut dels uns als altres en temps de guerra. El rei Muyeol va assumir el tron de Silla el 654. Entre el 655 al 659, la frontera de Silla va ser assetjat per Paekche i Koguryö; per tant, Silla va sol·licitar l'ajut de la dinastia Tang. El 658, l'emperador Gaozu va enviar un exèrcit per atacar Koguryö, però va ser incapaç de superar les defenses incondicionals de Koguryö. El rei Muyeol va suggerir a Tang fer l'aliança Tang-Silla, primer per conquerir Paekche, trencant l'aliança Goguryeo-Paekche, i després per atacar Koguryö.
L'imperi Tang i el regne de Silla, l'any 660 van enviar els seus exèrcits aliats per conquerir Paekche. La capital de Paekche, Sabi va caure davant les forces de Tang i Silla. Paekche va ser conquerit el 18 de juliol del 660, quan el rei Uija de Paekche es va rendir a Ungjin (actual Gongju). L'exèrcit Tang va fer presoners al rei, al príncep de la corona, a 93 oficials i 20.000 soldats. El rei i el seu fill el príncep van ser enviats com a ostatges a l'imperi Tang. L'imperi Tang va annexionar el territori i va establir cinc administracions militars per controlar la regió en lloc de Silla, que dolorosament va acceptar. En un esforç final, el general Gwisil Boksin va encapçalar la resistència contra l'ocupació de Tang-Paekche. Es va sol·licitar l'ajut militar dels seus aliats Yamato. La flota de Tang, que comprenia 170 vaixells, va avançar cap a Chuyu i va envoltar la ciutat en el riu Baekgang. Quan la flota de Yamato va contactar amb la de Tang, van ser atacats per aquesta i van ser destruïts. L'any 663, la resistència i les forces de Paekche i de Yamato van ser destruïdes per les forces de Tang i Silla a la batalla de Baekgang. Posteriorment, el príncep Buyeo Pung de Paekche i la resta dels seus homes van fugir a Koguryö.
Després de la conquesta de Paekche el 660, les forces de Tang i Silla van planejar envair Koguryö. El 661, les forces de Tang van sortir cap a Koguryö. A mesura que l'exèrcit Tang avançava amb 350.000 soldats, es va sol·licitar al regne de Silla per proporcionar subministraments solament durant aquesta expedició. Al 662, Yeon Gaesomun va derrotar el General Pang Xiaotai a la Batalla de Sasu. L'exèrcit Tang va assetjar Pyongyang, la capital de Koguryö, durant alguns mesos, fins a febrer del 662, quan va haver de retirar-se de la campanya a causa de les dures condicions de l'hivern, i la derrota de la seva força subsidiària.
El dictador de Koguryö, Yeon Gaesomun va morir l'any 666 i es va desencadenar una lluita interna entre els seus fills pel poder. El regne de Koguryö es va convertir en un caos i a més a més afeblit per la lluita per a la successió. La mort de Yeon Gaesomun va obrir el camí per a una nova invasió per part de Tang i Silla l'any 667, aquesta vegada ajudat pel fill gran de Yeon Gaesomun. La dissensió violenta com a resultat de la mort del dictador va demostrar ser la principal raó per al triomf de Tang-Silla, gràcies a la divisió, les desercions, i la desmoralització generalitzada que va causar. L'aliança amb el regne de Silla també va demostrar ser molt valuosa, gràcies a la capacitat de poder atacar Koguryö des de direccions oposades, i l'ajut militar i logístic de Silla. Al 668, ambdues forces van assetjar i van conquerir Pyongyang, el que va portar a la conquesta final de Koguryö. Més de 200.000 presoners es van fer per part de les forces de Tang i van ser enviats a Chang'an.

## Conseqüències
El govern Tang va establir, l'any 669, el Protectorat general per pacificar l'est i per controlar els antics territoris de Koguryö. Una oficina subordinada estava a Paekche. Al final de la guerra, l'imperi Tang havien pres el control sobre els antics territoris de Paekche i Koguryö i va tractar de fer valer el seu domini sobre Silla. Gran part de la península de Corea va ser ocupada per les forces de Tang durant una dècada.
L'ocupació Tang de la península de Corea va demostrar ser logísticament difícil a causa de l'escassetat de subministraments, que Silla acostumava a proporcionar prèviament. D'altra banda, l'emperador Gaozu de Tang estava malalt, per la qual cosa l'emperadriu Wu va prendre una política pacifista, i l'imperi Tang estava desviant els seus recursos cap a altres prioritats. Aquesta situació va afavorir a Silla, perquè aviat va tenir la força per resistir la imposició del domini xinès sobre tota la península. La guerra era imminent entre Silla i Tang.